# Przeciąganie

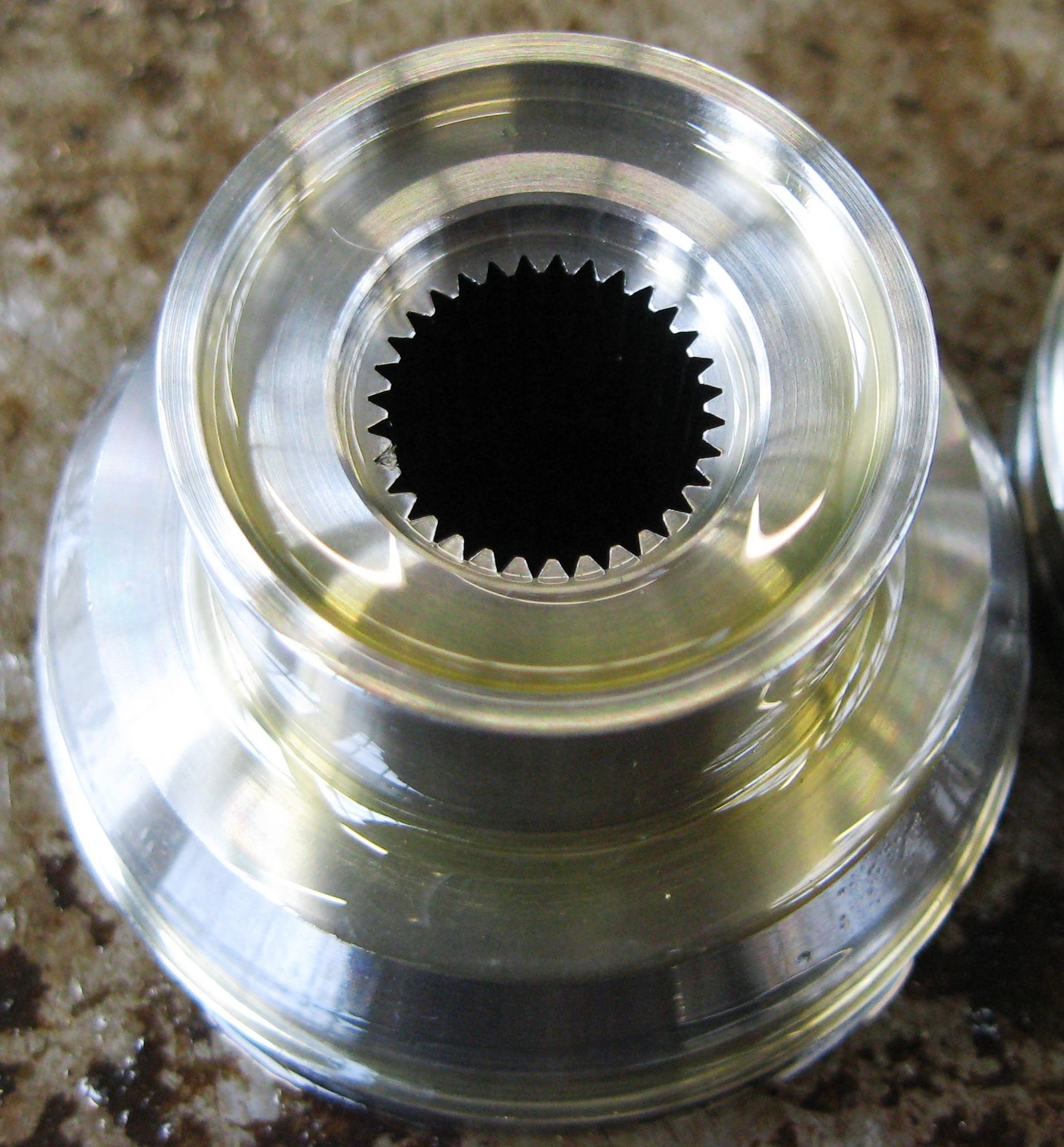
Otwór wielorowkowy – przykład otworu obrobionego przeciągaczem

Przeciąganie – obróbka wiórowa, w której cały naddatek na obróbkę skrawany jest podczas jednego przejścia narzędzia, zwanego przeciągaczem. Operacja ta przeprowadzana jest na obrabiarkach zwanych przeciągarkami. Przeciąganie stosuje się do obróbki dokładnych otworów wielobocznych, wielorowkowych, rowków wpustowych oraz do obróbki powierzchni kwadratowych zewnętrznych (np. w korbowodach, w kluczach). Ze względu na znaczne koszty narzędzi przeciąganie znajduje zastosowanie wyłącznie w produkcji masowej lub wielkoseryjnej.

## Zalety i wady
Zalety
- duża wydajność
- duża dokładność
- mała chropowatość powierzchni (Ra ≤ 2,5 μm)
- duża trwałość narzędzia
- prosta obsługa

Wady
- duża cena przeciągarek
- konieczność posiadania szeregu narzędzi do przeciągania lub przepychania różnych materiałów, kształtów i wymiarów obrabianych powierzchni

## Obrabiarki

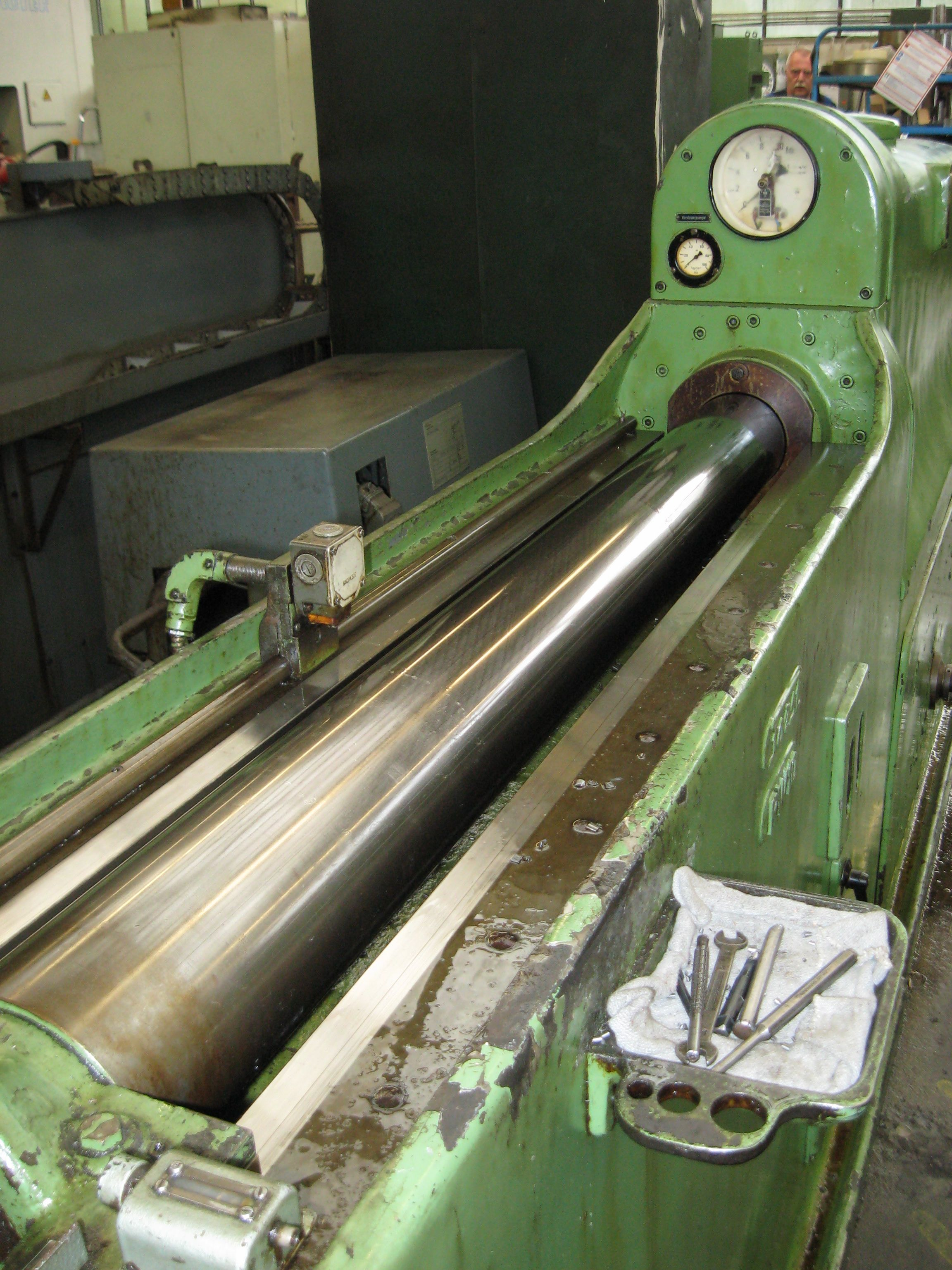
Przeciągarka pozioma hydrauliczna (niewidoczna część skrawająca)

Do przeciągania służą obrabiarki zwane przeciągarkami. Za ich pomocą można dokonać obróbki otworów kształtowych, rowków, płaszczyzn i bardziej złożonych powierzchni zewnętrznych narzędziami zwanymi przeciągaczami lub przepychaczami. 
Ostrza przeciągaczy (przepychaczy) skrawają kolejno warstwy materiału, przesuwając się względem części obrabianej. Przeciągarki są stosowane przede wszystkim w produkcji wielkoseryjnej i masowej.
Rodzaje przeciągarek
- wewnętrzne – do otworów:
  - przeciągarki poziome jedno- lub dwusuwakowe
  - przeciągarki pionowe jedno- lub dwusuwakowe
  - przeciągarki pionowe do przepychania
- zewnętrzne – do powierzchni zewnętrznych:
  - przeciągarki pionowe jednosuwakowe
  - przeciągarki pionowe dwusuwakowe
- uniwersalne – do przeciągania wewnętrznego i zewnętrznego:
  - przeciągarki poziome jedno- lub dwusuwakowe
  - przeciągarki pionowe jedno- lub dwusuwakowe
- specjalizowane, np. do obróbki uzębień przeciągaczami obrotowymi:
  - przeciągarki łańcuchowe
  - przeciągarki karuzelowe
- specjalne (branżowe)

Przeciągarki poziome są tańsze i bardziej uniwersalne, lecz są jednocześnie mniej wydajne i zajmują znacznie więcej miejsca.

## Narzędzia

### Przeciągacze
Przeciągacze są narzędziami wieloostrzowymi, które podczas jednego ruchu roboczego zdejmują na ogół cały naddatek przeznaczony na obróbkę. Przy większych naddatkach stosuje się dwa (lub kilka) przeciągaczy (np. przy przeciąganiu otworów wielowypustowych). Przeciągacze są wykonywane głównie ze stali szybkotnącej. Robocza część przeciągacza składa się z części skrawającej i kalibrującej. Część skrawająca składa się z ostrzy, których wysokość rośnie stopniowo o 0,02-0,12 mm co ostrze. Część kalibrująca wygładza obrobioną powierzchnię i zapewnia ostateczną dokładność otworu.

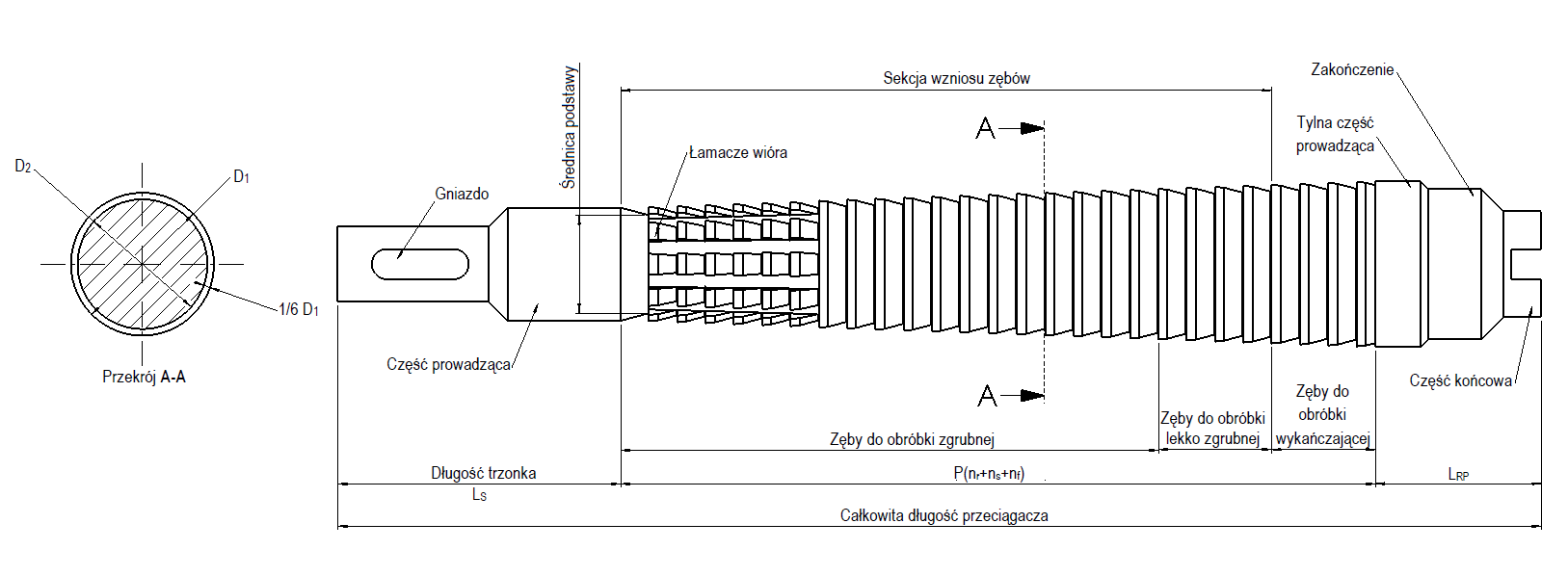
Konstrukcja przeciągacza

### Przepychacze
Konstrukcja przepychaczy jest podobna do przeciągaczy; różnią się tylko długością. Przepychacze są krótsze i bardziej krępe, aby uniknąć wyboczenia w czasie przepychania. Stosując przepychacze (zamiast przeciągaczy) do obróbki otworów, łatwiej jest zautomatyzować proces technologiczny.